# Sirdija
Sirdija (Servisch cyrillisch Сирдија) is een plaats in de Servische gemeente Osečina. De plaats telt 330 inwoners (2002).

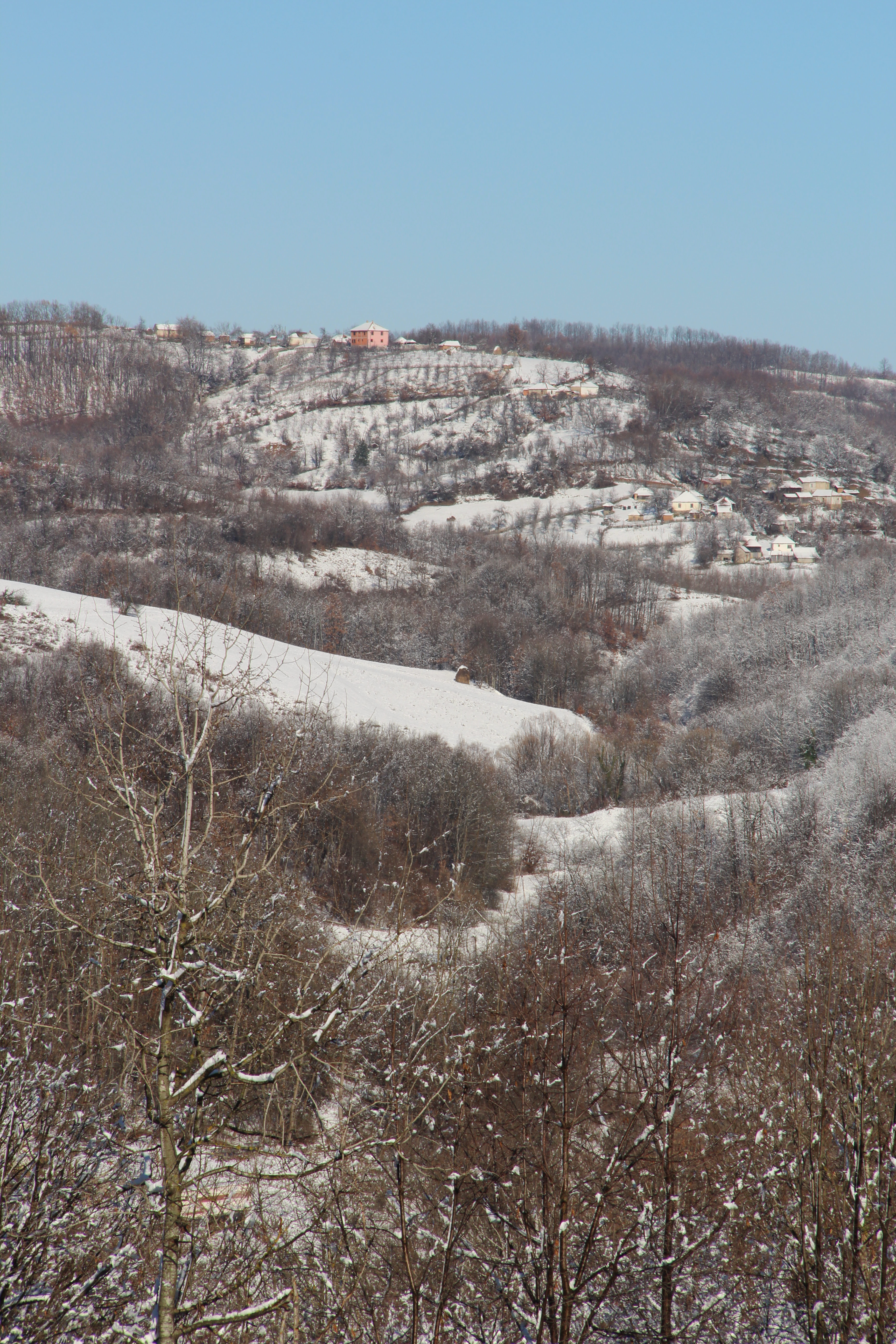
Sirdija - panorama
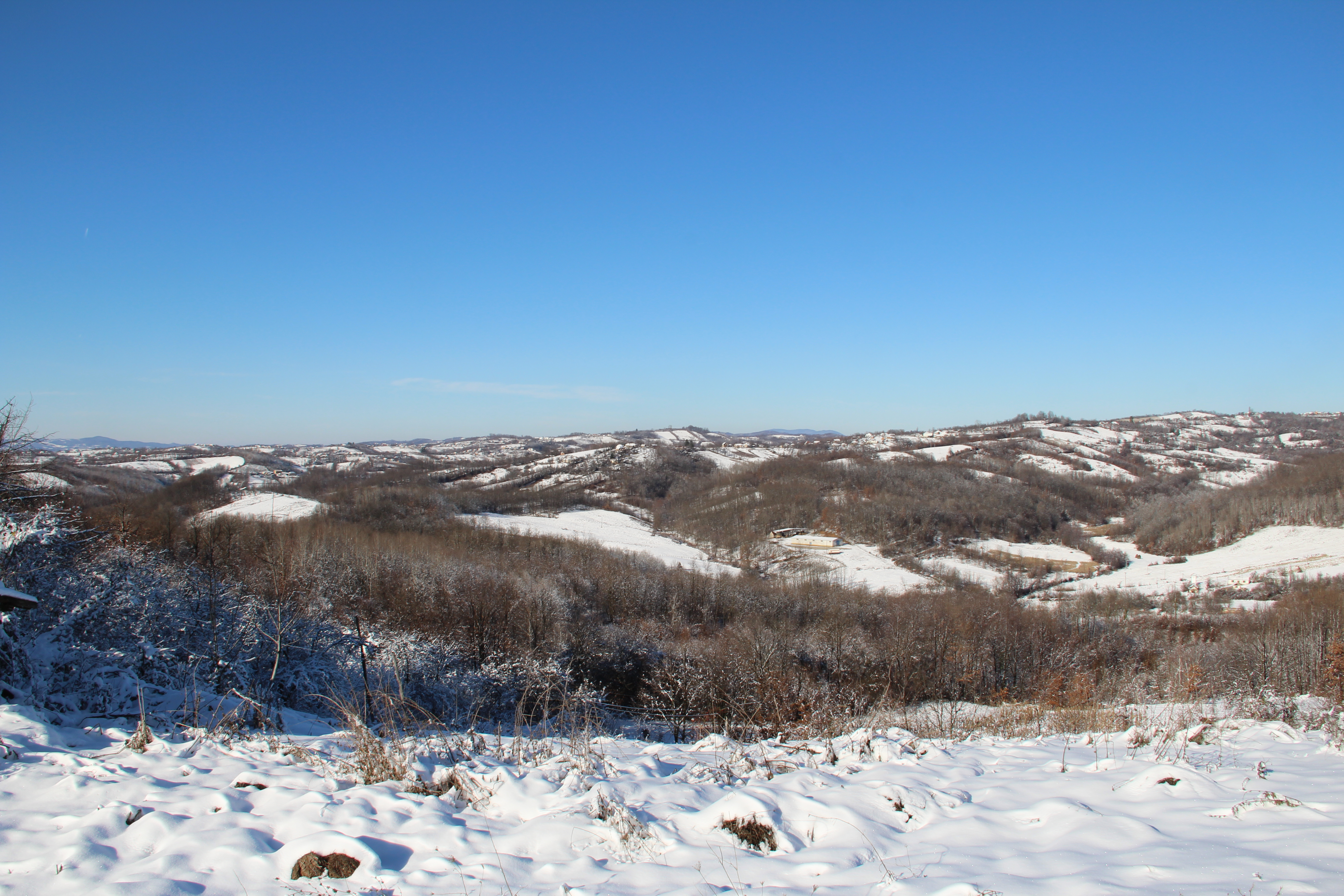
Sirdija - panorama
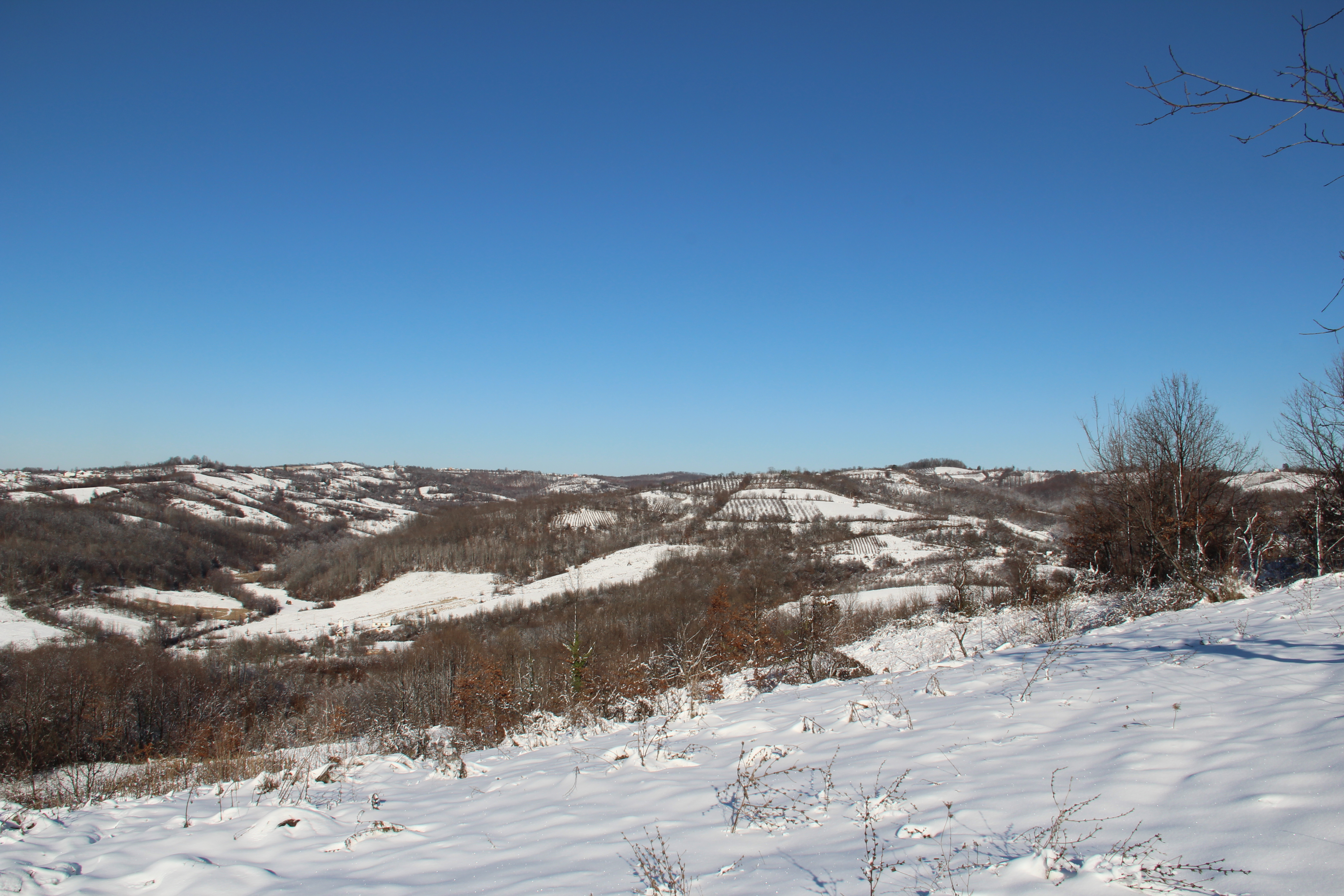
Sirdija - panorama
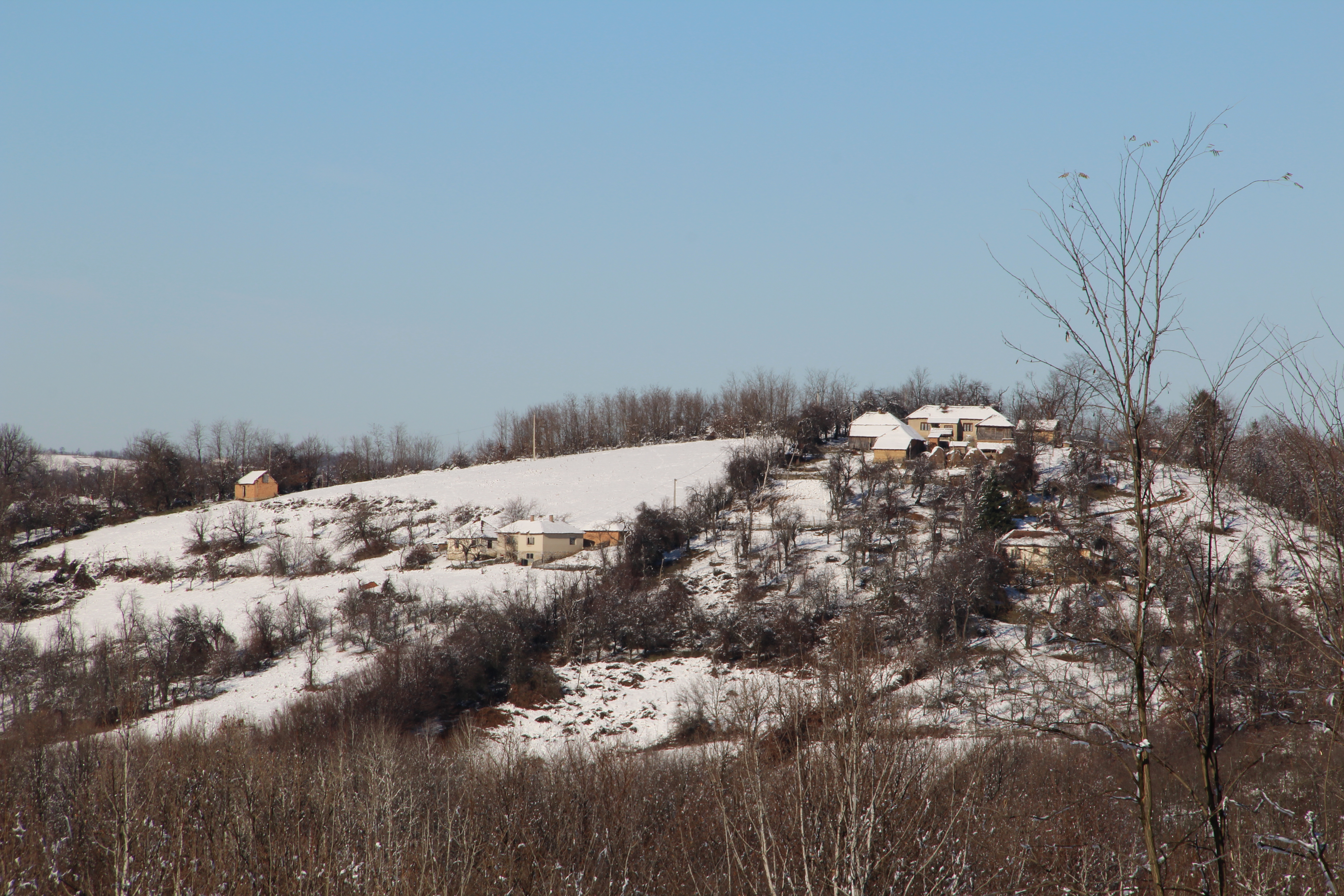
Sirdija - panorama
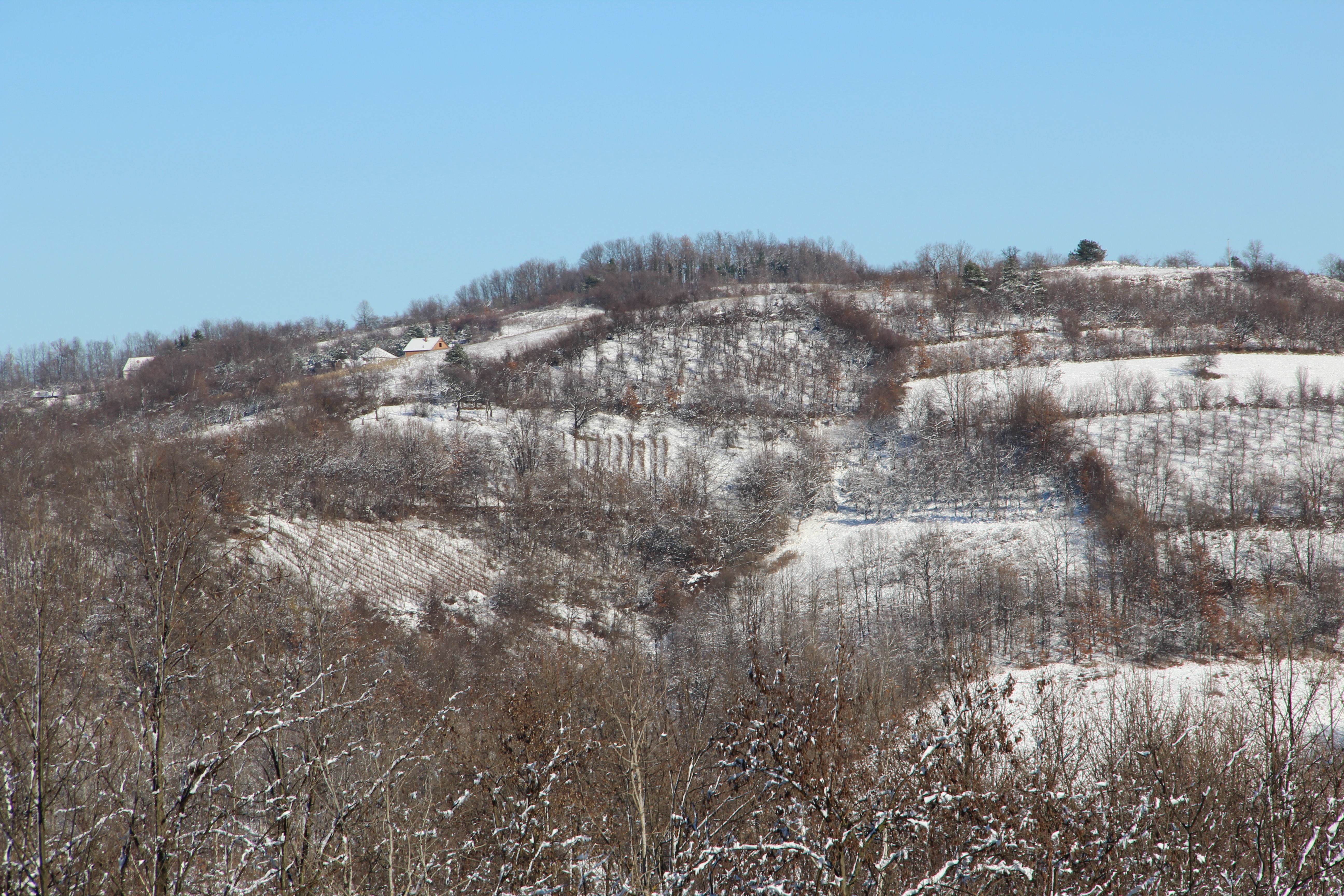
Sirdija - panorama
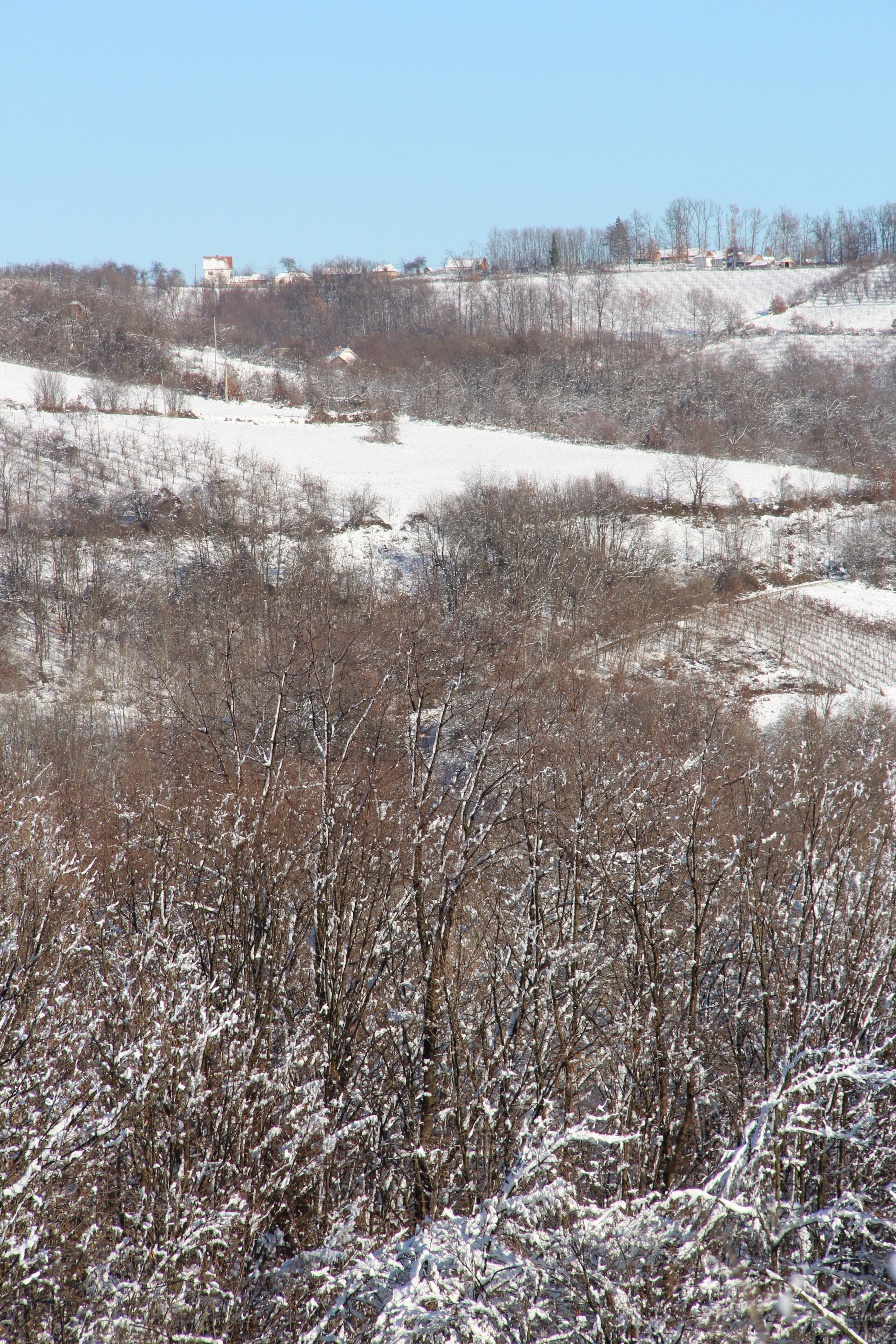
Sirdija - panorama
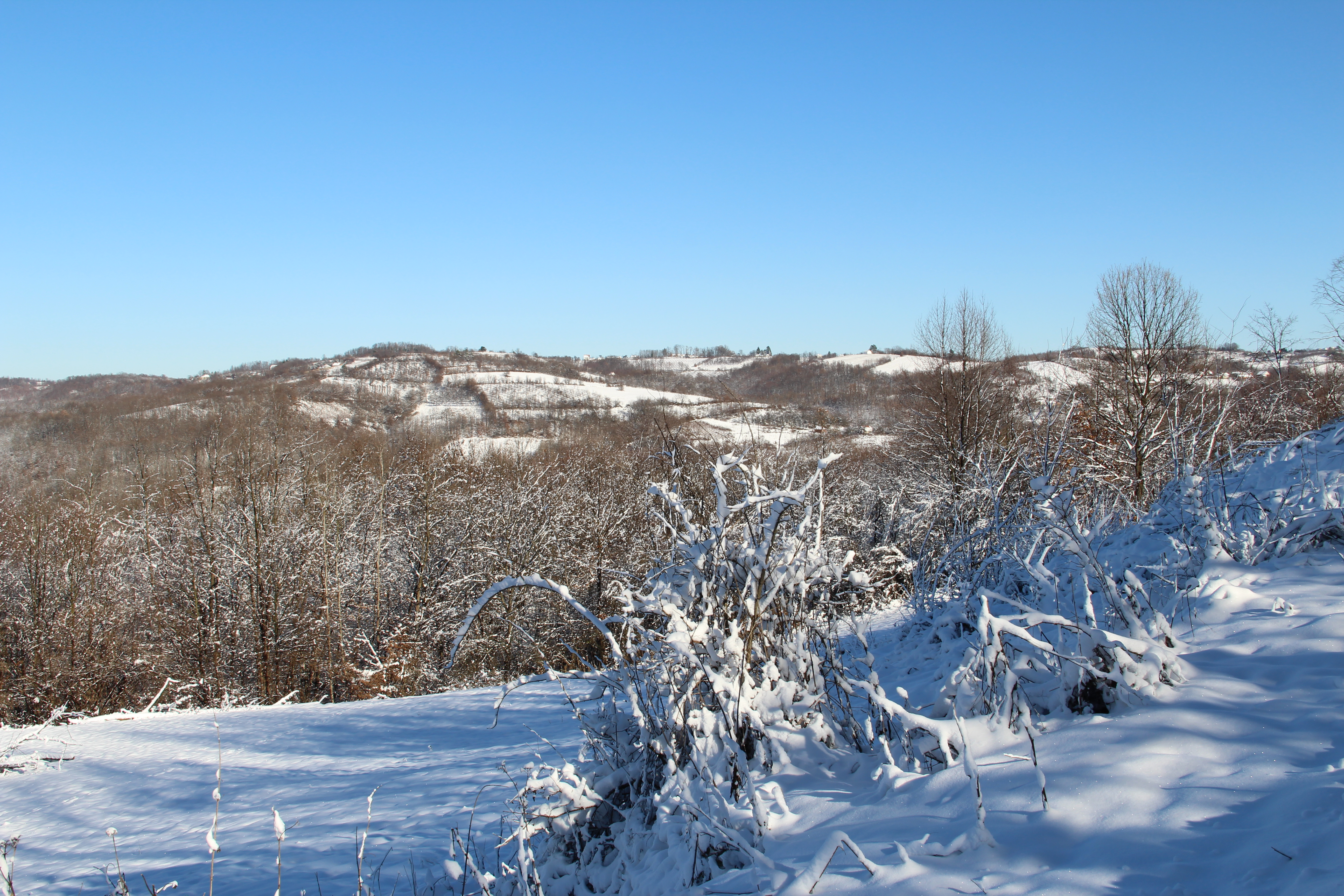
Sirdija - panorama